# La caída de Cinco
La caída de Cinco (The Fall of Five en idioma inglés) es una novela literaria juvenil de ciencia ficción y la cuarta parte de la serie Los legados de Lorien escrita por James Frey y Jobie Hughes bajo el pseudónimo de Pittacus Lore.
El libro es la secuela de El ascenso de Nueve y fue publicado el 27 de agosto de 2013 por la editorial HarperCollins Publishers.

## Sinopsis

### Resumen
Tras el ataque a la base Mogadoriana en Dulce, la Garde se refugiaba en el penhouse de Nueve. Mientras intentan reponerse de sus heridas, amaestrar sus habilidades y ponerse en forma, tendrán que convivir entre ellos y formar buenos y sólidos lazos. Pero nuevos inquilinos llegan a compartir con ellos su misión de salvar el planeta y sus vidas de los Mogadorianos, sin saber que hay un traidor viviendo bajo su mismo techo.

### Personajes
- Cuatro/John Smith. Es uno de los narradores. Uno de los diez garde mandados desde Lorien a La Tierra para preservar la vida de su planeta. Sus legados son la emisión de luz a través de sus manos, la capacidad de entender a los animales, el dominio del fuego y la telequinesis.
- Seis Una de las chicas mandada desde Lorien a La Tierra. De carácter frío, está enamorada tanto de John como de Sam. Sus legados son la invisibilidad, la telequinesia, el control del clima y el control de los elementos.
- Siete/Marina. Es una de los narradores. Es una de las chicas mandada desde Lorien a La Tierra. Sus legados son la respiración bajo el agua, la visión nocturna, la telquinesia y la curación. Sus legados son de carácter curativo y apoyo, son imprescindibles para el resto de La Garde aunque no aptos ni para defensa ni ataque.
- Bernie Kosar. Es el perro de John, que encuentra y adopta en Paraíso. Su nombre está en una chapa que lleva alrededor del cuello y es el de un jugador de fútbol americano. Es en realidad una chimæra llegada desde Lorien que puede adquirir la forma del animal que desee. Siempre ha estado cuidando de John aunque él no lo supiera.
- Sarah Hart. Adolescente aficionada a la fotografía. Novia de Cuatro/John.
- Sam Goode. Es uno de los narradores. Es un chico cuya afición son los alienígenas y los extraterrestres. Solía ir a buscar OVNI's con su padre, pero este desapareció misteriosamente sin dejar rastro lo cual le hizo crear la teoría de que fue abducido. Fue capturado por los mogadorianos en El poder de seis.

- Datos: Q16250252